# Uniejów
Uniejów (prononciation [uˈɲejuf])  - (en allemand de 1943–1945: Brückstädt) est une ville de Pologne qui compte 2 926 habitants (au 30 juin 2007). Elle est située sur la Warta, dans la voïvodie de Łódź (powiat de Poddębice). Elle est le siège de la commune (gmina) du même nom.

## Histoire
- La première mention historique de la ville date de 1136.
- Elle appartient aux archevêques de Gniezno (jusqu’à la fin du XVIIIe siècle). Aux XIVe et XVe siècles, elle est leur résidence principale.
- Uniejów reçoit les privilèges urbains vers 1290.
- En 1331, la ville est détruite par les Teutoniques.
- Au milieu du XIVe siècle, l’archevêque de Gniezno fait construire un nouveau château.
- Aux XIVe et XVIe siècles, la ville est un petit centre de commerce et d’artisanat. La ville subit une importante régression au XVIIe siècle, comme le reste du pays.
- En 1793, elle est annexée par la Prusse.
- En 1807, elle fait partie du Duché de Varsovie créé par Napoléon avant de se retrouver dans le royaume du Congrès en 1815.
- De 1870 à 1919, elle perd son statut de ville. De petites industries s’y développent à la fin du XIXe siècle et au début du XXe siècle.
- En 1905, Les écoles sont en grève pour réclamer un enseignement en polonais.
- Les 6 et 7 septembre 1939, des combats importants ont lieu pour empêcher les Allemands de traverser la Warta. En représailles des pertes subies, les Allemands se rendirent coupables de massacres et rasèrent la ville.
- En 1940/1941, 500 Juifs sont enfermés dans le ghetto par les Nazis.

## Administration
De 1975 à 1998, la ville était attachée administrativement à l'ancienne voïvodie de Konin.
 Depuis 1999, elle fait partie de la nouvelle voïvodie de Łódź.

## Économie
- Services
- Tourisme
- Laiterie
- Géothermie

Géothermie d'Uniejów
- Hôtellerie gastronomie
- Jeudi : jour du marché

## Sports

### Clubs Sportifs scolaires
Dans la commune, il y trois clubs sportifs scolaires multisports :
- UKS Impulse
- UKS Gimpuls
- UKS Wielenin

### Football
- MGLKS Uniejów http://www.mglks.pl/

## Monuments
- Maisons de la Culture construite en 1845
- Maison de la culture
- Musée ethnographique à Wilamów.
- Église gothique (construite de 1349 à 1365, rénovée au XVe siècle et au XVIIe siècle, reconstruite après la Seconde Guerre mondiale).
- Château gothique (construit au XIVe siècle, rénové de 1638 à 1645 et vers 1848, reconstruit de 1956 à 1967).

### Château

#### Histoire

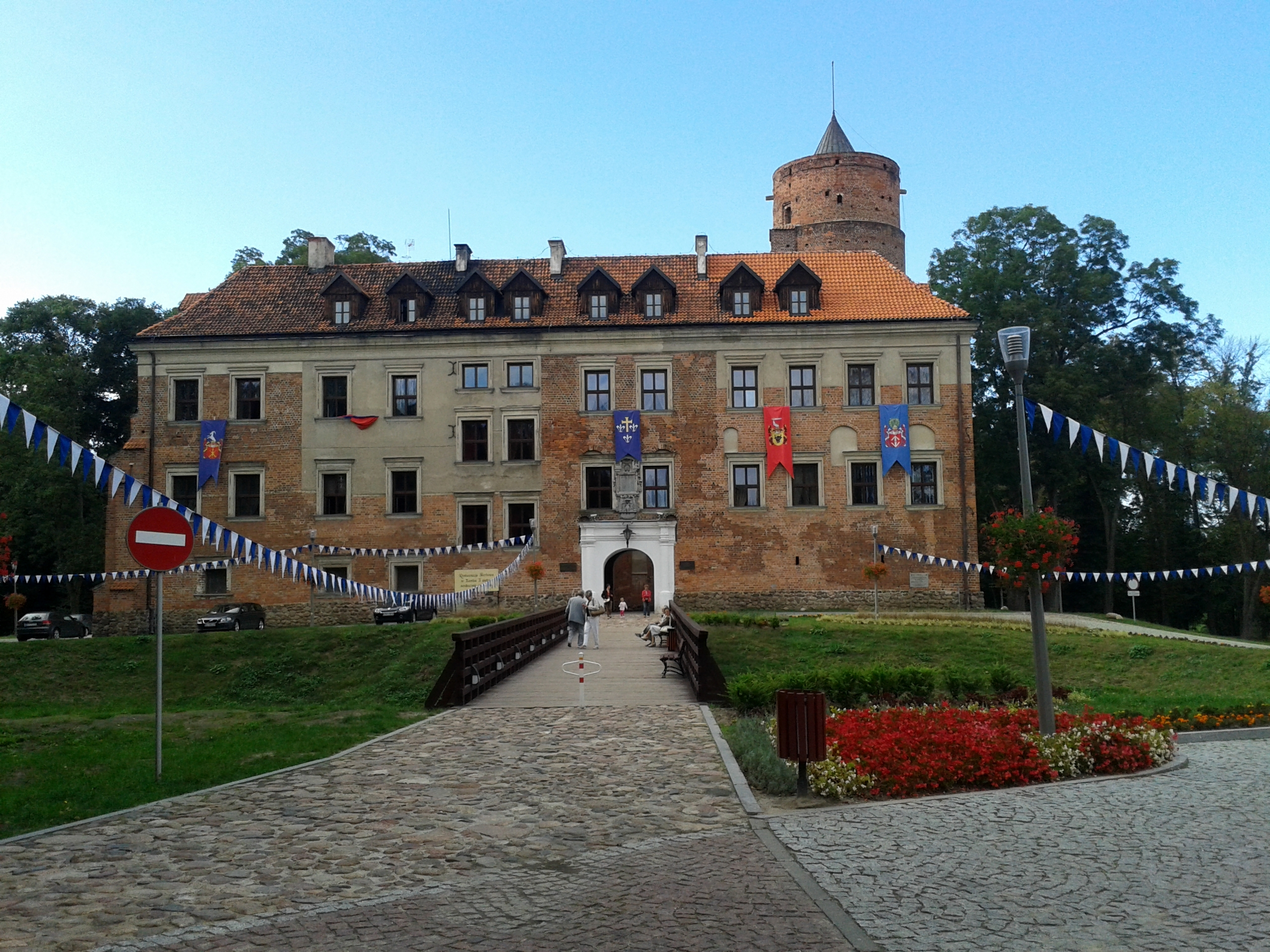

Les documents de références plus anciennes conservées du castrum dans Uniejow proviennent de 1339 années et se réfèrent à la description de la dévastation causée par l'invasion de l'Ordre teutonique en été 1331. Cette description s'applique à un fort en bois érigé probablement encore au XIIe siècle par les fondateurs de inconnu aujourd'hui. La construction du château en pierre, vous pouvez vous connecter avec une personne de l'archevêque de Gniezno, Jaroslaw Bogoria de Skotniki, collaborateur du roi Casimir le Grand et un constructeur de premier plan, qui ont établi des forteresses dans Łowiczu, Opatówek près de Kalisz et pierre sur Krajno. Publié dans la période 1350-1365 avait un système complément d'objet Kazimierz forteresses frontalières défendant avec Lçczyca, Sieradz et Kołemdostępu au centre du pays du nord et du nord-ouest. Alors qu'il avait un militaire très nature, qui n'a pas le sauver de récupérer et de pillages en 1381 par Bernard de Grabow, bras exigeant la chute en retard après son frère, Pelc de l'échevin. Dans le milieu du XVe siècle, le château a été soumis à une reconstruction complète et encore  fortifiée, qui cette fois n'a pas empêché la saisie de lui en 1492 par le célèbre noblesse Wielkopolska Laurent Kosmider Gruszczyńskiego de Iwanowice, dans l'attente de l'archevêque de Zbigniew Olesnicki guerre privée de Kozmin. Pendant ce temps, en plus de la construction de tâches résidentielles et défensives aussi servi la fonction des archives ecclésiastiques et les bibliothèques - en Uniejow tenue réunions clergé, et pendant la guerre de Treize Ans, le château fut occupé bijoux et de précieuses reliques. En outre, il a abrité une prison pour les dissidents et les prêtres désobéissants, mais pas seulement. Un des locataires laïcs de ce tabernacle étaient Gdansk sculpteur Hans Brandt condamné en 1485 pour l'évasion avec l'argent qu'il a reçu des ordres de titre Zbigniew Olesnicki pour la pierre tombale Saint- Wojciech pour la cathédrale de Gniezno. Conforme artiste se réfugie en Prusse, où il a été capturé, puis intégré dans la prison où uniejowskim vouloir mal gré son travail terminé.

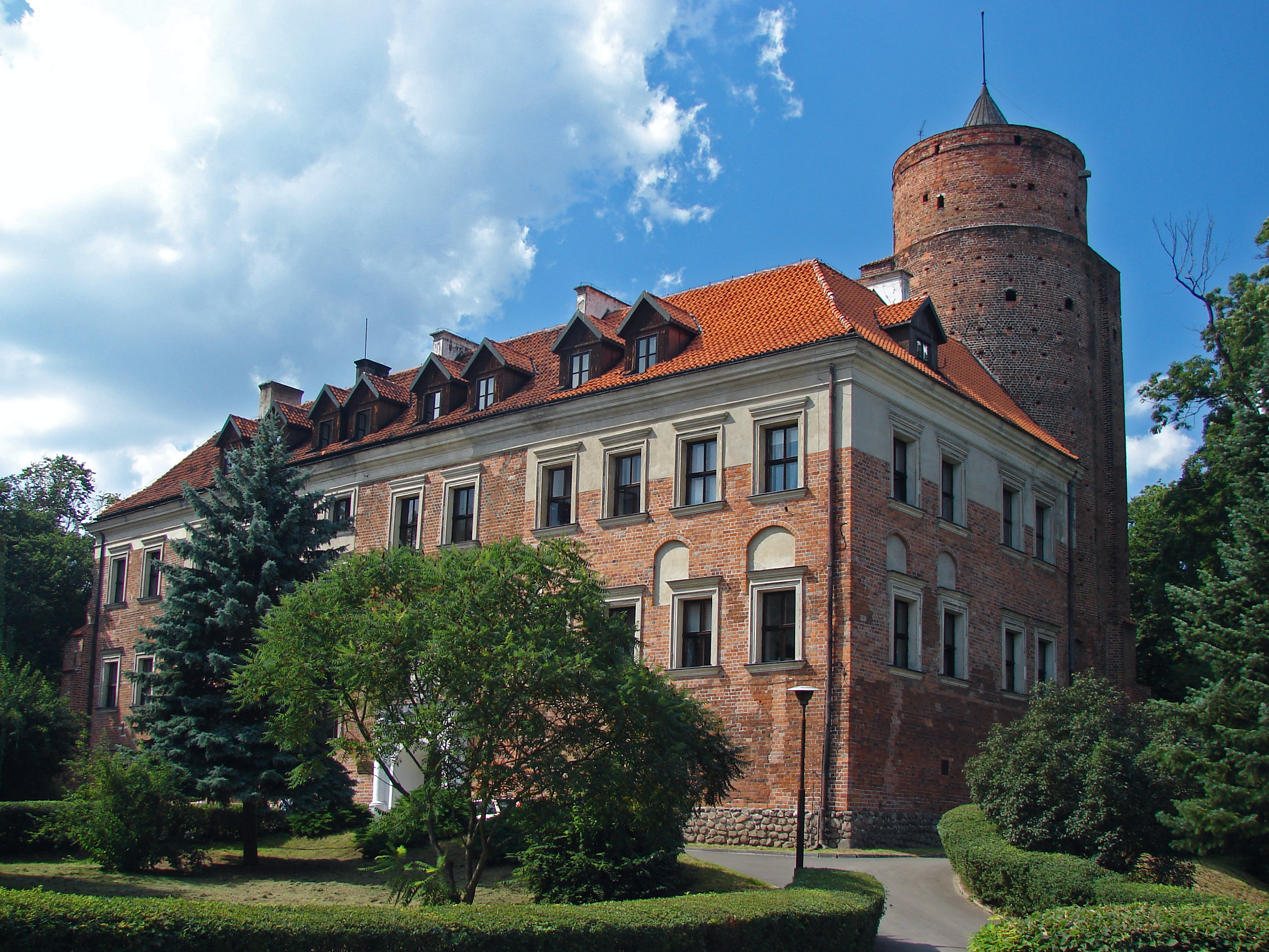
Château d’Uniejów

Construit sur le bord de la Warta sur une petite colline artificielle. Il est unique en raison du fait que tout au long de son histoire il a été habité
et utilisée sans cesse. Il se compose d'une  tour circulaire 30 m de hauteurs, d'un donjon et de deux tours quadrangulaires reliées entre elles ailes résidentielles. Bien que les éléments de la défense au cours des siècles ont été considérablement réduits dans le dos du château on peut encore apercevoir les 3 lignes des murs. Le château dispose d'une cour intérieure où un mur porte le manteau de Guts d'armes et la reconstruction de l'auteur du texte de la première moitié. XVIe siècle, deux autres bras de archevêques (tuyaux et Pomian), qui ont reconstruit le château au XVIIe siècle sont au-dessus du portail d'entrée. Pour explorer un peu, une seule pièce avec le mur de meubles et polychrome antique qui est un ve

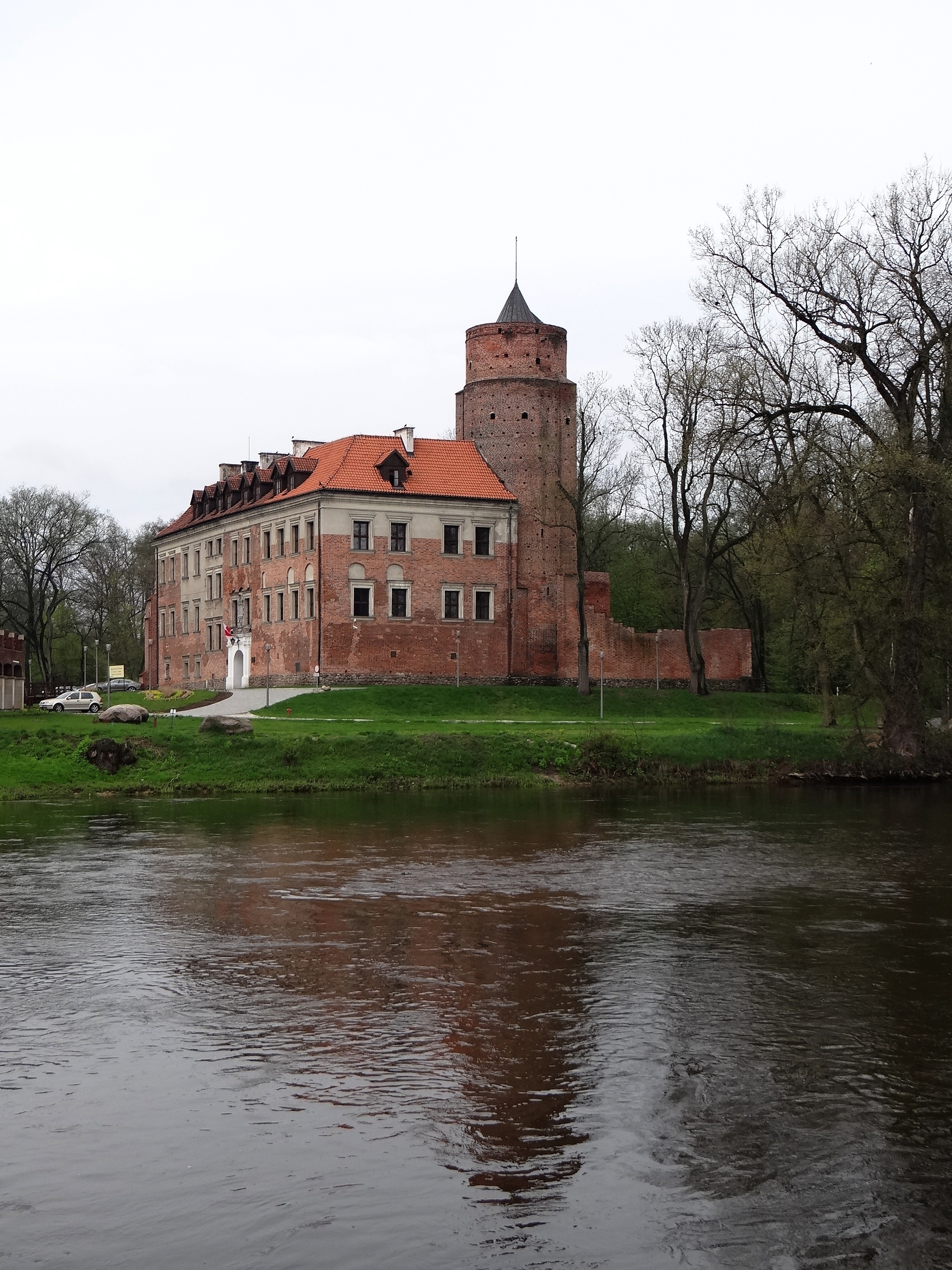

stige d'ici, la chapelle et la tour (la vue est très étendue). Le château est entouré d'un grand parc de 60 espèces d'arbres et arbustes.

## Personnalités liées à Uniejów
- Mihail Lewicki, (né le 16 août 1774 à Pocutie dans l'Empire russe et mort le 14 janvier 1858 à Uniejów) Lewicki est élu évêque de Przemyśl des ruthènes en 1813 et archevêque de Lviv, Halicz et Kamianets en 1816. Il est primat de Galicie en 1848. Pour des raisons de santé Lewicki se retire à Uniejów et délègue l'administration de son archidiocèse. Le pape Pie IX le crée cardinal lors du consistoire du 16 juin 1856.
- Szczepan Ścibior (13 décembre 1903 à Uniejów, Pologne - 7 août 1952 à Varsovie, Pologne) est un polonais soldat, pilote, et patriote

### Église
- Église d'Uniejów

### Cimetières
- Cimetière d'Uniejów
- Cimetière juif d'Uniejów

## Communication

### Transports
Ligne de bus

## Tourisme

### Les Thermes
Ce qui rend cet endroit tellement spécial c'est que ses eaux thermales utilisées pour des soins médicaux sert également pour chauffer et éclairer la ville en faisant de Uniejów une ville écologique à cent pour cent!  Le village se vante d'avoir plusieurs centres de soin et de beauté, appréciés surtout pour les piscines avec l'eau naturellement chaude. Le plus récent - les « Termy Uniejów », ouvert au mois de mai 2012 peut accueillir 1100 baigneurs! On y dispose de plusieurs piscines chaudes, des saunas, une grotte neigeuse ou la température descend sous −10 °C, un bar aquatique, un centre de SPA.
L'eau thermale de Uniejów, très riche en sels minéraux est connue pour ses vertus bienfaisantes, et est utilisée, entre autres, dans le traitement de l'arthrite dégénérative, des maladies de la peau, du nez, de l'oreille, de la gorge et du larynx. En plus, elle est bénéfique pour les gens souffrant de névroses.

### Les hôtels d'Uniejów
- Lawendowe Termy
- Hotel Uniejów

### Traditions & Fêtes culturelles
Spycimierz est connu pour les tapis de fleurs de plus de 2 km de long, réalisés chaque année par les habitants dans les rues de la ville sur le trajet de la procession de la Fête-Dieu (Corpus Domini). Le jeudi après la fête de la Trinité

## Référence
1. ↑  http://www.poczta-polska.pl/hermes/uploads/2013/02/spispna.pdf?84cd58 Liste des codes postaux de  la Pologne